# Dom-le-Mesnil
Dom-le-Mesnil è un comune francese di 1 114 abitanti situato nel dipartimento delle Ardenne nella regione del Grand Est.

## Società

### Evoluzione demografica
Abitanti censiti